# Зайцев, Михаил Иванович
Михаил Иванович Зайцев (21 ноября 1900,  с. Давидиха, Вологодская губерния, Российская империя — 22 февраля 1944,  д. Альховик,  Витебская область, БССР, СССР) — советский военачальник, полковник (1938).

## Биография
Родился 21 ноября 1900 года в селе Давидиха, ныне  одноименная деревня  в муниципальном образовании «Великодворское» Тотемского района Витебской области Белоруссии. Русский. До службы в армии  работал секретарем волисполкома в селе Усть-Печенгское Вологодской губернии.

### Военная служба

#### Гражданская война
В  апреле 1920 года призван в РККА в городе Тотьма и направлен в 138-й запасной стрелковый полк 6-й армии. Через месяц был зачислен курсантом на 2-й Вологодские пехотные командные курсы. Во время учебы одновременно исполнял обязанности политрука роты. Затем курсы были переведены в города Краснодар и переименованы во 2-е Краснодарские курсы пехотных командиров. В их составе участвовал в боях на Южном фронте. После завершения обучения в апреле 1922 года назначен командиром взвода в 64-й стрелковый полк 22-й Краснодарской стрелковой дивизии СКВО.

#### Межвоенные годы
С декабря 1922 года служил командиром взвода, помощником командира и командиром роты в составе 27-го стрелкового полка 9-й Донской стрелковой дивизии. С сентября 1925 года по октябрь 1926 года находился на курсах «Выстрел». После возвращения в полк исполнял должность начальника и политрука полковой школы, командира батальона. В феврале — мае 1930 года состоял для особых поручений при штабе группы войск по борьбе и ликвидации бандитизма в Карачаевской области, затем служил в 27-м стрелковом полку командиром батальона, командиром и политруком курсов младшего комсостава, начальником штаба полка. В январе 1932 года переведен в СибВО начальником штаба 219-го стрелкового полка 73-й стрелковой дивизии. Постановлением ЦИК СССР от 16 августа 1936 года за успехи в боевой подготовке награжден орденом Красной Звезды. В июле 1936 года назначен командиром 264-го Туркестанского горнострелкового Краснознаменного полка САВО. В октябре 1938 года переведен помощником начальника по материально-техническому обеспечению Ташкентского пехотного училища им. В. И. Ленина. С февраля 1939 года полковник  Зайцев был помощником начальника по учебно-строевой части Грозненского пехотного училища, затем в марте 1940 года назначен начальником Лепельского пехотного училища (с 5 мая 1941 года — Череповецкое пехотное училище).

#### Великая Отечественная война
С началом  войны в прежней должности. В феврале 1943 года назначен командиром 135-й отдельной Вологодской стрелковой бригады АрхВО. В мае на ст. Старица Калининской области в составе 68-й армии резерва Ставки ВГК на базе 150-й и 135-й Вологодской отдельных стрелковых бригад была сформирована 173-я стрелковая дивизия, а полковник  Зайцев назначен в ней заместителем командира. В июле 1943 года принял командование этой дивизией. С 22 июля дивизия была включена в 5-ю армию Западного фронта. С 3 августа 1943 года дивизия вновь перешла в 68-ю армию Западного фронта и участвовала в Смоленской, Спас-Деменской наступательных операциях. С 21 августа она была выведена в резерв. С 1 сентября дивизия перешла в наступление в направлении Барсуки — Ново-Лесная — Кувшиновка, имея задачу овладеть западным берегом реки Десна на участке Бибирево — Ново-Лесная и затем выйти и перерезать шоссейную дорогу на участке Александровка — Заполье. В течение недели ее части вели ожесточенные бои в этом районе. Все попытки овладеть рубежом Орлы — Кувшиновка не дали результатов, и 8 сентября дивизия вынуждена была перейти к обороне на достигнутом рубеже. С 18 сентября противник на всем участке 33-й армии начал отход в общем направлении на Смоленск, в результате дивизия перешла в преследование, ведя ожесточенные бои на промежуточных рубежах (Смоленско-Рославльская наступательная операция). С 23 октября 1943 года дивизия находилась в резерве Западного фронта, затем с 8 декабря вновь вошла в 33-ю армию. С 28 декабря она в составе 36-го стрелкового корпуса вела ожесточенные бои на подступах к городу Витебск на рубеже Трибуны — Герасенки (13 км восточнее Витебска). В ходе их 12 февраля 1944 года полковник  Зайцев был тяжело ранен и эвакуирован в полевой подвижный госпиталь № 467  (д. Альховик, ныне Лиозненский сельсовет, Лиозненский район, Витебская область, Белоруссия), где 22 февраля умер от ран.
Похоронен с воинскими почестями на кладбище «Клинок» в Смоленске. Посмертно награжден орденом Отечественной войны 1-й  степени.

## Награды
- орден Отечественной войны I степени (23.03.1944)[6]
- орден Красной Звезды (16.08.1936)[6]
- медаль «XX лет Рабоче-Крестьянской Красной Армии» (1938)[6]
  - серебряные именные часы (1931)